# کودک خاموش
کودک خاموش (انگلیسی: The Silent Child) فیلمی کوتاه با بازی و نوشته ریچل شنتون و به کارگردانی کریس اورتون است که در سال ۲۰۱۷ منتشر شد. این فیلم داستان لیبی، دختری چهارساله و کاملاً ناشنوا را روایت می‌کند که تمام زندگی‌اش را در خاموشی گذرانده تا این‌که یک مددکار اجتماعی (با بازی شنتون) با او با زبان اشاره ارتباط برقرار می‌کند. فیلم در نودمین دوره جوایز اسکار برنده جایزه اسکار بهترین فیلم کوتاه شد.